# Lista de prenomes da língua coreana
Esta é uma lista de prenomes da língua coreana, em ordem de ano e sexo para recém-nascidos sul-coreanos em vários anos para os quais há dados disponíveis.
Além dos recém-nascidos receberem nomes populares na atualidade, muitos adultos mudam seus nomes, alguns a fim de abandonar nomes de nascimento que sentem ser antiquados. Entre 2000 e 2010, um total de 844.615 pessoas (cerca de 1 em cada 60 sul-coreanos) requereram a mudanças de seus nomes; 730.277 mudanças foram aprovadas. Em 2010, 552 homens mudaram o nome para Min-jun, e 1.401 mulheres mudaram o nome para Seo-yeon.
As listas de hanja para os nomes são ilustrativas, não exaustiva.

## Recém-nascidos, por ano

### 2011
| Grafia comum | McCune– Reischauer | Romanização Revisada | Hangul | Hanja            |
| ------------ | ------------------ | -------------------- | ------ | ---------------- |
| Min-jun      | Minjun             | Min-jun              | 민준   | 敏俊, 旼君       |
| Joo-won      | Chuwŏn             | Ju-won               | 주원   |                  |
| Jun-seo      | Chunsŏ             | Jun-seo              | 준서   |                  |
| Shi-woo      | Si'u               | Si-u                 | 시우   |                  |
| Ye-jun       | Yejun              | Ye-jun               | 예준   |                  |
| Seo-jun      | Sŏchun             | Seo-jun              | 서준   |                  |
| Ji-hu        | Chihu              | Ji-hu                | 지후   |                  |
| Ji-hoon      | Chihun             | Ji-hun               | 지훈   |                  |
| Hyun-woo     | Hyŏnu              | Hyeon-u              | 현우   | 玄雨, 鉉寓, 賢宇 |
| Do-hyun      | Tohyŏn             | Do-hyeon             | 도현   |                  |

| Grafia comum | McCune– Reischauer | Romanização Revisada | Hangul | Hanja      |
| ------------ | ------------------ | -------------------- | ------ | ---------- |
| Seo-yeon     | Sŏyŏn              | Seo-yeon             | 서연   |            |
| Seo-hyeon    | Sŏhyŏn             | Seo-hyeon            | 서현   | 瑞賢       |
| Min-seo      | Minsŏ              | Min-seo              | 민서   | 民徐, 旼序 |
| Seo-yun      | Sŏyun              | Seo-yun              | 서윤   |            |
| Ji-woo       | Chi'u              | Ji-u                 | 지우   | 芝雨, 志宇 |
| Ji-min       | Chimin             | Ji-min               | 지민   | 志旼, 智敏 |
| Yun-seo      | Yunsŏ              | Yun-seo              | 윤서   |            |
| Ha-eun       | Ha'ŭn              | Ha-eun               | 하은   | 夏恩       |
| Ji-yoon      | Chiyun             | Ji-yun               | 지윤   | 志胤, 祉潤 |
| Eun-seo      | Ǔnsŏ               | Eun-seo              | 은서   |            |

### 2009
| Grafia comum | McCune– Reischauer | Romanização Revisada | Hangul | Hanja                  | Número |
| ------------ | ------------------ | -------------------- | ------ | ---------------------- | ------ |
| Min-jun      | Minjun             | Min-jun              | 민준   | 敏俊, 旼君             | 3.096  |
| Ji-hu        | Chihu              | Ji-hu                | 지후   |                        | 2.159  |
| Ji-hoon      | Chihun             | Ji-hun               | 지훈   | 智勳, 智薰, 智訓       | 1.929  |
| Jun-seo      | Chunsŏ             | Jun-seo              | 준서   |                        | 1.876  |
| Hyun-woo     | Hyŏnu              | Hyeon-u              | 현우   |                        | 1.841  |
| Ye-jun       | Yejun              | Ye-jun               | 예준   |                        | 1.747  |
| Kun-woo      | Kŏnu               | Geon-u               | 건우   | 建宇                   | 1.727  |
| Hyun-jun     | Hyŏnjun            | Hyeon-jun            | 현준   | 賢俊, 玄埈, 鉉俊, 鉉濬 | 1.681  |
| Min-jae      | Minjae             | Min-jae              | 민재   |                        | 1.509  |
| Woo-jin      | Ujin               | U-jin                | 우진   | 宇眞                   | 1.506  |

| Grafia comum | McCune– Reischauer | Romanização Revisada | Hangul | Hanja      | Número |
| ------------ | ------------------ | -------------------- | ------ | ---------- | ------ |
| Seo-yeon     | Sŏyŏn              | Seo-yeon             | 서연   |            | 3.474  |
| Min-seo      | Minsŏ              | Min-seo              | 민서   | 民徐, 旼序 | 2.972  |
| Seo-hyeon    | Sŏ-hyŏn            | Seo-hyeon            | 서현   | 瑞賢       | 2.678  |
| Ji-woo       | Chi-u              | Ji-u                 | 지우   | 芝雨, 志宇 | 2.493  |
| Seo-yun      | Sŏyun              | Seo-yun              | 서윤   |            | 2.476  |
| Ji-min       | Chimin             | Ji-min               | 지민   | 志旼, 智敏 | 2.435  |
| Su-bin       | Subin              | Su-bin               | 수빈   | 秀彬       | 2.208  |
| Ha-eun       | Ha'ŭn              | Ha-eun               | 하은   | 夏恩       | 2.156  |
| Ye-eun       | Ye'ŭn              | Ye-eun               | 예은   | 譽恩       | 1.993  |
| Yun-seo      | Yunsŏ              | Yun-seo              | 윤서   |            | 1.921  |

### 2008
| Grafia comum | McCune– Reischauer | Romanização Revisada | Hangul | Hanja                        | Número |
| ------------ | ------------------ | -------------------- | ------ | ---------------------------- | ------ |
| Min-jun      | Minjun             | Min-jun              | 민준   | 敏俊, 旼君                   | 2.641  |
| Ji-hoon      | Chihun             | Ji-hun               | 지훈   | 智勳, 智薰, 智訓             | 2.185  |
| Hyun-woo     | Hyŏnu              | Hyeon-u              | 현우   | 玄雨, 鉉寓, 賢宇             | 1.943  |
| Jun-seo      | Chunsŏ             | Jun-seo              | 준서   |                              | 1.908  |
| Woo-jin      | Ujin               | U-jin                | 우진   | 宇眞                         | 1.811  |
| Kun-woo      | Kŏnu               | Geon-u               | 건우   | 建宇                         | 1.722  |
| Ye-jun       | Yejun              | Ye-jun               | 예준   |                              | 1.704  |
| Hyun-jun     | Hyŏnjun            | Hyeon-jun            | 현준   | 賢俊, 玄埈, 鉉俊, 鉉濬       | 1.636  |
| Do-hyun      | Tohyŏn             | Do-hyeon             | 도현   |                              | 1.572  |
| Dong-hyun    | Tong-hyŏn          | Dong-hyeon           | 동현   | 東賢, 東鉉, 東炫, 東泫, 洞眩 | 1.571  |

| Grafia comum | McCune– Reischauer | Romanização Revisada | Hangul | Hanja      | Número |
| ------------ | ------------------ | -------------------- | ------ | ---------- | ------ |
| Seo-yeon     | Sŏyŏn              | Seo-yeon             | 서연   |            | 3.270  |
| Min-seo      | Minsŏ              | Min-seo              | 민서   | 民徐, 旼序 | 2.881  |
| Ji-min       | Chimin             | Ji-min               | 지민   | 志旼, 智敏 | 2.792  |
| Seo-hyeon    | Sŏhyŏn             | Seo-hyeon            | 서현   | 瑞賢       | 2.625  |
| Seo-yun      | Sŏyun              | Seo-yun              | 서윤   |            | 2.514  |
| Ye-eun       | Ye'ŭn              | Ye-eun               | 예은   | 譽恩       | 2.323  |
| Ha-eun       | Ha'ŭn              | Ha-eun               | 하은   | 夏恩       | 2.109  |
| Ji-woo       | Chi'u              | Ji-u                 | 지우   | 芝雨, 志宇 | 2.107  |
| Su-bin       | Subin              | Su-bin               | 수빈   | 秀彬       | 2.069  |
| Yun-seo      | Yunsŏ              | Yun-seo              | 윤서   |            | 1.980  |

### 1990
| Grafia comum | McCune– Reischauer | Romanização Revisada | Hangul | Hanja                        |
| ------------ | ------------------ | -------------------- | ------ | ---------------------------- |
| Ji-hoon      | Chihun             | Ji-hun               | 지훈   | 智勳, 智薰, 智訓             |
| Hyun-woo     | Hyŏnu              | Hyeon-u              | 현우   | 玄雨, 鉉寓, 賢宇             |
| Sung-min     | Sŏngmin            | Seong-min            | 성민   | 成民, 晟敏, 性旻             |
| Sung-hyun    | Sŏnghyŏn           | Seong-hyeon          | 성현   | 成鉉, 成炫, 成賢             |
| Min-soo      | Minsu              | Min-su               | 민수   | 民秀, 敏洙                   |
| Jun-young    | Chunyŏng           | Jun-yeong            | 준영   | 俊永                         |
| Joon-ho      | Chunho             | Jun-ho               | 준호   | 俊鎬, 俊昊, 俊浩, 準鎬       |
| Min-kyu      | Min'gyu            | Min-gyu              | 민규   | 旼奎, 珉奎                   |
| Dong-hyun    | Tonghyŏn           | Dong-hyeon           | 동현   | 東賢, 東鉉, 東炫, 東泫, 洞眩 |
| Seung-hyun   | Sŭnghyŏn           | Seung-hyeon          | 승현   | 承鉉, 承炫, 勝鉉, 勝賢, 升炫 |

| Grafia comum | McCune– Reischauer | Romanização Revisada | Hangul | Hanja                              |
| ------------ | ------------------ | -------------------- | ------ | ---------------------------------- |
| Ji-hye       | Chihye             | Ji-hye               | 지혜   | 智慧                               |
| Ji-eun       | Chi'ŭn             | Ji-eun               | 지은   | 智恩, 知恩                         |
| Eun-ji       | Ŭnji               | Eun-ji               | 은지   | 恩地                               |
| Min-ji       | Minji              | Min-ji               | 민지   | 敏知                               |
| Hye-jin      | Hyejin             | Hye-jin              | 혜진   | 敏知                               |
| Soo-jin      | Sujin              | Su-jin               | 수진   |                                    |
| Yu-jin       | Yujin              | Yu-jin               | 유진   | 楢真, 有真                         |
| Seul-ki      | Sŭlgi              | Seulgi               | 슬기   | Nenhum                             |
| Ji-hyun      | Chihyŏn            | Ji-hyeon             | 지현   | 智賢, 至賢, 志賢, 知賢, 智炫, 知炫 |
| Ji-young     | Chiyŏng            | Ji-yeong             | 지영   | 知英, 智英, 智榮, 枝泳             |

### 1980
| Grafia comum | McCune– Reischauer | Romanização Revisada | Hangul | Hanja                              |
| ------------ | ------------------ | -------------------- | ------ | ---------------------------------- |
| Ji-hoon      | Chi-hun            | Ji-hun               | 지훈   | 智勳, 智薰, 智訓                   |
| Sung-min     | Sŏng-min           | Seong-min            | 성민   | 成民, 晟敏, 性旻                   |
| Jung-hoon    | Chŏng-hun          | Jeong-mun            | 정훈   | 正勳, 政勳, 楨勳                   |
| Joon-ho      | Chun-ho            | Jun-ho               | 준호   | 俊鎬, 俊昊, 俊浩, 準鎬             |
| Hyun-woo     | Hyŏn-u             | Hyeon-u              | 현우   | 玄雨, 鉉寓, 賢宇                   |
| Sung-hoon    | Sŏng-hun           | Seong-hun            | 성훈   | 成勳, 成勛                         |
| Jin-ho       | Chin-ho            | Jin-ho               | 진호   | 珍浩, 珍鎬, 眞浩, 鎭浩, 榛浩, 秦豪 |
| Dong-hyun    | Tong-hyŏn          | Dong-hyeon           | 동현   | 東賢, 東鉉, 東炫, 東泫, 洞眩       |
| Min-ho       | Min-ho             | Min-ho               | 민호   | 珉豪, 珉鎬, 敏鎬                   |
| Jun-young    | Chun-yŏng          | Jun-yeong            | 준영   | 俊永                               |

| Grafia comum | McCune– Reischauer | Romanização Revisada | Hangul | Hanja                  |
| ------------ | ------------------ | -------------------- | ------ | ---------------------- |
| Ji-hye       | Chi-hye            | Ji-hye               | 지혜   | 智慧                   |
| Hye-jin      | Hye-jin            | Hye-jin              | 혜진   | 惠珍, 慧珍             |
| Ji-young     | Chi-yŏng           | Ji-yeong             | 지영   | 知英, 智英, 智榮, 枝泳 |
| Ji-eun       | Chi-ŭn             | Ji-eun               | 지은   | 智恩, 知恩             |
| Soo-jin      | Su-jin             | Su-jin               | 수진   |                        |
| Eun-jung     | Ŭn-jŏng            | Eun-jeong            | 은정   | 恩廷, 恩婷, 慇晶       |
| Ji-yeon      | Chi-yŏn            | Ji-yeon              | 지연   | 智妍                   |
| Eun-young    | Ŭn-yŏng            | Eun-yeong            | 은영   | 恩英                   |
| Sun-young    | Sŏn-yŏng           | Seon-yeong           | 선영   | 善永, 宣映, 善怜       |
| Hyun-jung    | Hyŏn-jŏng          | Hyeon-jeong          | 현정   | 賢廷, 賢貞, 賢政, 鉉正 |

### 1970
| Grafia comum | McCune– Reischauer | Romanização Revisada | Hangul | Hanja            |
| ------------ | ------------------ | -------------------- | ------ | ---------------- |
| Jung-hoon    | Chŏng-hun          | Jeong-hun            | 정훈   | 正勳, 政勳, 楨勳 |
| Sung-ho      | Sŏng-ho            | Seong-ho             | 성호   | 成鎬, 盛晧       |
| Sung-jin     | Sŏng-jin           | Seong-jin            | 성진   |                  |
| Ji-hoon      | Chi-hun            | Ji-hun               | 지훈   | 智勳, 智薰, 智訓 |
| Sung-hoon    | Sŏng-hun           | Seong-hun            | 성훈   | 成勳, 成勛       |
| Joon-ho      | Chun-ho            | Jun-ho               | 준호   |                  |
| Jung-ho      | Chŏng-ho           | Jeong-ho             | 정호   |                  |
| Sung-min     | Sŏng-min           | Seong-min            | 성민   | 成民, 晟敏, 性旻 |
| Sang-hoon    | Sang-hun           | Sang-hun             | 상훈   | 尚勳, 相勳, 相訓 |
| Young-jin    | Yŏng-jin           | Yeong-jin            | 영진   |                  |

| Grafia comum | McCune– Reischauer | Romanização Revisada | Hangul | Hanja |
| ------------ | ------------------ | -------------------- | ------ | ----- |
| Ji-young     | Ji-yŏng            | Ji-yeong             | 지영   |       |
| Hyun-jung    | Hyŏn-jŏng          | Hyeon-jeong          | 현정   |       |
| Eun-jung     | Ŭn-jŏng            | Eun-jeong            | 은정   |       |
| Hyun-joo     | Hyŏn-ju            | Hyeon-ju             | 현주   |       |
| Eun-young    | Ŭn-yŏng            | Eun-yeong            | 은영   |       |
| Eun-ju       | Ŭn-ju              | Eun-ju               | 은주   |       |
| Mi-kyung     | Mi-gyŏng           | Mi-gyeong            | 미경   |       |
| Eun-kyung    | Ŭn-gyŏng           | Eun-gyeong           | 은경   |       |
| Sun-young    | Sŏn-yŏng           | Seon-yeong           | 선영   |       |
| Mi-young     | Mi-yŏng            | Mi-yeong             | 미영   |       |

### 1960
| Grafia comum | McCune– Reischauer | Romanização Revisada | Hangul | Hanja                              |
| ------------ | ------------------ | -------------------- | ------ | ---------------------------------- |
| Sung-ho      | Sŏng-ho            | Seong-ho             | 성호   | 成鎬, 盛晧                         |
| Young-su     | Yŏng-su            | Yeong-su             | 영수   |                                    |
| Young-ho     | Yŏng-ho            | Yeong-ho             | 영호   |                                    |
| Jung-ho      | Chŏng-ho           | Jeong-ho             | 정호   |                                    |
| Young-chul   | Yŏng-chŏl          | Yeong-cheol          | 영철   |                                    |
| Young-jin    | Yŏng-jin           | Yeong-jin            | 영진   |                                    |
| Sung-soo     | Sŏng-su            | Seong-su             | 성수   |                                    |
| Jin-ho       | Chin-ho            | Jin-ho               | 진호   | 珍浩, 珍鎬, 眞浩, 鎭浩, 榛浩, 秦豪 |
| Sang-hoon    | Sang-hun           | Sang-hun             | 상훈   | 尚勳, 相勳, 相訓                   |
| Jung-hoon    | Chŏng-hun          | Jeong-hun            | 정훈   | 正勳, 政勳, 楨勳                   |

| Grafia comum | McCune– Reischauer | Romanização Revisada | Hangul | Hanja |
| ------------ | ------------------ | -------------------- | ------ | ----- |
| Mi-kyung     | Mi-gyŏng           | Mi-gyeong            | 미경   | 美京  |
| Mi-sook      | Mi-suk             | Mi-suk               | 미숙   |       |
| Kyung-hee    | Kyŏng-hŭi          | Gyeong-hui           | 경희   |       |
| Young-sook   | Yŏng-suk           | Yeong-suk            | 영숙   | 英淑  |
| Kyung-sook   | Kyŏng-suk          | Gyeong-suk           | 경숙   |       |
| Jung-hee     | Chŏng-hŭi          | Jeong-hui            | 정희   |       |
| Mi-young     | Mi-yŏng            | Mi-yeong             | 미영   | 美英  |
| Hyun-sook    | Hyŏn-suk           | Hyeon-suk            | 현숙   |       |
| Young-hee    | Yŏng-hŭi           | Yeong-hui            | 영희   |       |
| Young-mi     | Yŏng-mi            | Yeong-mi             | 영미   | 英美  |

### 1950
| Grafia comum | McCune– Reischauer | Romanização Revisada | Hangul | Hanja      |
| ------------ | ------------------ | -------------------- | ------ | ---------- |
| Young-soo    | Yŏng-su            | Yeong-su             | 영수   |            |
| Young-ho     | Yŏng-ho            | Yeong-ho             | 영호   |            |
| Sung-soo     | Sŏng-su            | Seong-su             | 성수   |            |
| Young-chul   | Yŏng-chŏl          | Yeong-cheol          | 영철   |            |
| Jung-ho      | Chŏng-ho           | Jeong-ho             | 정호   |            |
| Sung-ho      | Sŏng-ho            | Seong-ho             | 성호   | 成鎬, 盛晧 |
| Young-shik   | Yŏng-sik           | Yeong-sik            | 영식   |            |
| Byung-chul   | Pyŏng-chŏl         | Byeong-cheol         | 병철   |            |
| Young-hwan   | Yŏng-hwan          | Yeong-hwan           | 영환   |            |
| Sang-chul    | Sang-chŏl          | Sang-chol            | 상철   |            |

| Grafia comum | McCune– Reischauer | Romanização Revisada | Hangul | Hanja |
| ------------ | ------------------ | -------------------- | ------ | ----- |
| Young-sook   | Yŏng-suk           | Yeong-suk            | 영숙   | 英淑  |
| Jung-sook    | Chŏng-suk          | Jeong-suk            | 정숙   |       |
| Young-hee    | Yŏng-hŭi           | Yeong-hui            | 영희   |       |
| Jung-hee     | Chŏng-hŭi          | Jeong-hui            | 정희   |       |
| Myung-sook   | Myŏng-suk          | Myeong-suk           | 명숙   |       |
| Hyun-sook    | Hyŏn-suk           | Hyeon-suk            | 현숙   |       |
| Kyung-sook   | Kyŏng-suk          | Gyeong-suk           | 경숙   | 京淑  |
| In-sook      | In-suk             | In-suk               | 인숙   |       |
| Kyung-hee    | Kyŏng-hŭi          | Gyeong-hui           | 경희   |       |
| Kyung-ok     | Kyŏng-ok           | Gyeong-ok            | 경옥   |       |

### 1940
| Grafia comum | McCune– Reischauer | Romanização Revisada | Hangul | Hanja |
| ------------ | ------------------ | -------------------- | ------ | ----- |
| Young-ho     | Yŏng-ho            | Yeong-ho             | 영호   |       |
| Jong-soo     | Chong-su           | Jong-su              | 종수   |       |
| Byung-ho     | Pyŏng-ho           | Byeong-ho            | 병호   |       |
| Young-gi     | Yŏng-gi            | Yeong-gi             | 영기   |       |
| Il-sung      | Il-sŏng            | Il-seong             | 일성   |       |
| Young-shik   | Yŏng-sik           | Yeong-sik            | 영식   |       |
| Kyung-soo    | Kyŏng-su           | Gyeong-su            | 경수   |       |
| Young-chul   | Yŏng-chŏl          | Yeong-cheol          | 영철   |       |
| Sung-ki      | Sŏng-gi            | Seong-gi             | 성기   |       |
| Jong-yul     | Chong-yŏl          | Jong-yeol            | 종열   |       |

| Grafia comum | McCune– Reischauer | Romanização Revisada | Hangul | Hanja |
| ------------ | ------------------ | -------------------- | ------ | ----- |
| Young-ja     | Yŏng-ja            | Yeong-ja             | 영자   |       |
| Young-sook   | Yŏng-suk           | Yeong-suk            | 영숙   | 英淑  |
| Kyung-ja     | Kyŏng-ja           | Gyeong-ja            | 경자   |       |
| Jung-sook    | Chŏng-suk          | Jeong-suk            | 정숙   |       |
| Sook-ja      | Suk-ja             | Suk-ja               | 숙자   |       |
| Jeong-ja     | Chŏng-ja           | Jeong-ja             | 정자   |       |
| Soon-ja      | Sun-ja             | Sun-ja               | 순자   |       |
| Soon-hee     | Sun-hi             | Sun-hui              | 순희   |       |
| Jung-soon    | Chŏng-sun          | Jeong-sun            | 정순   |       |
| Chun-ja      | Ch'un-ja           | Chun-ja              | 춘자   |       |

## Nomes menos comuns
Esta seção lista nomes que não figuram nas classificações anteriores. Os nomes são listados em ordem alfabética hangul sul-coreana.
| Grafia comum | Gênero    | McCune– Reischauer | Romanização Revisada | Hangul | Hanja                              |
| ------------ | --------- | ------------------ | -------------------- | ------ | ---------------------------------- |
| Kyung-gu     | Masculino | Kyŏng'gu           | Gyeong-gu            | 경구   | 景求                               |
| Kyung-mo     | Masculino | Kyŏngmo            | Gyeong-mo            | 경모   | 京摸, 京模, 敬模                   |
| Kyung-min    | Unissex   | Kyŏngmin           | Gyeong-min           | 경민   | 景民, 京珉                         |
| Kyung-jae    | Masculino | Kyŏngjae           | Gyeong-jae           | 경재   | 敬宰                               |
| Kyung-ho     | Masculino | Kyŏngho            | Gyeong-ho            | 경호   | 京浩, 敬淏, 暻鎬                   |
| Kwang-min    | Masculino | Kwangmin           | Gwang-min            | 광민   | 光民, 光旻, 光珉, 廣閔             |
| Kwang-seok   | Masculino | Kwangsŏk           | Gwang-seok           | 광석   | 光石, 光錫                         |
| Kwang-seon   | Masculino | Kwangsŏn           | Gwang-seon           | 광선   | 光善, 桄善                         |
| Kwang-su     | Masculino | Kwangsu            | Gwang-su             | 광수   | 光洙, 光守                         |
| Kwang-jo     | Masculino | Kwangjo            | Gwang-jo             | 광조   | 光照, 光祖                         |
| Kwang-hyok   | Masculino | Kwang'hyŏk         | Gwang-hyeok          | 광혁   | 光赫                               |
| Kwang-hyun   | Masculino | Kwang'hyŏn         | Gwang-hyeon          | 광현   | 光炫, 光顯, 侊炫, 廣鉉             |
| Kwang-ho     | Masculino | Kwang'ho           | Gwang-ho             | 광호   | 光浩, 光昊                         |
| Kwang-hoon   | Masculino | Kwang'hun          | Gwang-hun            | 광훈   | 光勛                               |
| Ki-nam       | Masculino | Kinam              | Gi-nam               | 기남   | 起南                               |
| Nam-gi       | Masculino | Namgi              | Nam-gi               | 남기   | 南基                               |
| Nam-seon     | Unissex   | Namsŏn             | Nam-seon             | 남선   | 南善, 濫船                         |
| Nam-sun      | Unissex   | Namsun             | Nam-sun              | 남순   | 南淳                               |
| Nam-il       | Masculino | Namil              | Nam-il               | 남일   | 南一                               |
| Dae-won      | Masculino | Taewŏn             | Dae-won              | 대원   | 大元, 大源                         |
| Do-yeon      | Unissex   | Toyŏn              | Do-yeon              | 도연   | 度妍, 渡然                         |
| Dong-gun     | Masculino | Tong'gŏn           | Dong-geon            | 동건   | 東健                               |
| Dong-wook    | Masculino | Tong'uk            | Dong-uk              | 동욱   | 東昱, 棟旭                         |
| Dong-jun     | Masculino | Tongjun            | Dong-jun             | 동준   | 東俊, 桐俊                         |
| Myung-hee    | Unissex   | Myŏnghŭi           | Myeong-hui           | 명희   | 明熙, 命熹                         |
| Min-kyung    | Unissex   | Min'gyŏng          | Min-gyeong           | 민경   | 敏敬                               |
| Min-ki       | Masculino | Min'gi             | Min-gi               | 민기   | 民基, 珉基                         |
| Min-jung     | Feminino  | Minjŏng            | Min-jeong            | 민정   | 玟廷, 珉整                         |
| Min-hyuk     | Masculino | Minhyŏk            | Min-hyeok            | 민혁   | 敏赫                               |
| Byung-hoon   | Masculino | Pyŏng'hun          | Byeong-hun           | 병훈   | 秉勳, 炳勳, 秉勛                   |
| Bo-kyung     | Feminino  | Pogyŏng            | Bo-gyeong            | 보경   | 甫炅                               |
| Bo-young     | Feminino  | Poyŏng             | Bo-yeong             | 보영   | 寶英                               |
| Sang-jun     | Masculino | Sangjun            | Sang-jun             | 상준   | 相俊                               |
| Sun-woo      | Masculino | Sŏn'u              | Seon-u               | 선우   | 善宇                               |
| Sun-hwa      | Feminino  | Sŏnhwa             | Seon-hwa             | 선화   | 善花, 善華                         |
| Sung-nam     | Masculino | Sŏngnam            | Seong-nam            | 성남   | 成男, 成南, 城南                   |
| Sung-sook    | Feminino  | Sŏngsuk            | Seong-suk            | 성숙   | 成淑                               |
| Seong-ja     | Feminino  | Sŏngja             | Seong-ja             | 성자   | 成子, 聖子                         |
| Sung-chul    | Masculino | Sŏngch'ŏl          | Seongcheol           | 성철   | 成哲, 性喆                         |
| Se-yeon      | Unissex   | Seyŏn              | Se-yeon              | 세연   | 世妍                               |
| Se-yoon      | Masculino | Seyun              | Se-yun               | 세윤   | 世允                               |
| So-young     | Feminino  | Soyŏng             | So-yeong             | 소영   | 昭映, 昭暎, 素榮, 素英             |
| Su-mi        | Feminino  | Sumi               | Su-mi                | 수미   | 秀美, 守美                         |
| Soo-yeon     | Unissex   | Suyŏn              | Su-yeon              | 수연   | 受延, 水連, 秀妍                   |
| Soo-hyun     | Unissex   | Suhyŏn             | Su-hyeon             | 수현   | 秀賢, 銖賢                         |
| Seung-gi     | Masculino | Sŭng'gi            | Seung-gi             | 승기   | 升基, 昇基, 承琪                   |
| Seung-min    | Unissex   | Sŭngmin            | Seung-min            | 승민   | 承敏, 承民                         |
| Seung-woo    | Masculino | Sŭng'u             | Seung-u              | 승우   | 承佑, 勝友                         |
| Seung-won    | Masculino | Sŭng'wŏn           | Seung-won            | 승원   | 勝源                               |
| Seung-eun    | Unissex   | Sŭng'ŭn            | Seung-eun            | 승은   | 承恩, 盛恩                         |
| Seung-heon   | Masculino | Sŭng'hŏn           | Seung-heon           | 승헌   | 承憲                               |
| Seung-ho     | Masculino | Sŭng'ho            | Seung-ho             | 승호   | 承浩, 勝浩, 勝豪                   |
| Seung-hoon   | Masculino | Sŭng'hun           | Seung-hun            | 승훈   | 承勳, 承薰, 承訓                   |
| Seung-hee    | Unissex   | Sŭng'hŭi           | Seung-hui            | 승희   | 承熙, 勝姬, 承喜                   |
| Shi-won      | Unissex   | Si-wŏn             | Si-won               | 시원   | 始源, 時元                         |
| Shin-young   | Unissex   | Sin'yŏng           | Sin-yeong            | 신영   | 信永, 信英                         |
| Yeon-seok    | Masculino | Yǒnsǒk             | Yeon-seok            | 연석   | 延錫                               |
| Yeon-woo     | Unissex   | Yŏnu               | Yeon-u               | 연우   | 煙雨                               |
| Young-nam    | Unissex   | Yŏngnam            | Yeong-nam            | 영남   | 永男, 永南                         |
| Young-min    | Masculino | Yŏngmin            | Yeong-min            | 영민   | 玟暎                               |
| Young-ae     | Feminino  | Yŏng'ae            | Yeong-ae             | 영애   | 英愛                               |
| Yo-han       | Masculino | Yohan              | Yo-han               | 요한   |                                    |
| Yong-gi      | Masculino | Yong'gi            | Yong-gi              | 용기   | 勇基, 鏞基                         |
| Ye-won       | Feminino  | Yewŏn              | Ye-won               | 예원   |                                    |
| Yong-joon    | Masculino | Yŏngjun            | Yong-jun             | 용준   | 勇俊, 鏞俊                         |
| Woo-sung     | Masculino | Usǒng              | U-seong              | 우성   | 雨盛, 宇成                         |
| Yu-ri        | Feminino  | Yuri               | Yu-ri                | 유리   | 幼梨, 宥利, 俞利, 釉利             |
| Yoon-sook    | Feminino  | Yunsuk             | Yun-suk              | 윤숙   | 允淑                               |
| Eun-soo      | Unissex   | Ǔnsu               | Eun-su               | 은수   |                                    |
| Eun-sook     | Feminino  | Ǔnsuk              | Eun-suk              | 은숙   | 恩淑, 銀淑                         |
| Eun-ah       | Feminino  | Ǔna                | Eun-a                | 은아   |                                    |
| Eun-jin      | Feminino  | Ǔnjin              | Eunjin               | 은진   | 銀珍, 銀瑨                         |
| Eun-chae     | Feminino  | Uňchae             | Eun-chae             | 은채   | 恩彩                               |
| Eun-hye      | Feminino  | Ŭn'hye             | Eun-hye              | 은혜   | 恩惠                               |
| Eun-hee      | Feminino  | Ǔn'hŭi             | Eun-hui              | 은희   | 銀姬                               |
| Ja-kyung     | Unissex   | Chagyŏng           | Ja-gyeong            | 자경   |                                    |
| Jae-yong     | Masculino | Chaeyong           | Jae-yong             | 재용   | 在用, 在容                         |
| Jae-wook     | Masculino | Chae'uk            | Jae-uk               | 재욱   | 在旭                               |
| Jae-hui      | Masculino | Chaehŭi            | Jae-hui              | 재희   | 在熙                               |
| Jung-nam     | Masculino | Chŏngnam           | Jeong-nam            | 정남   | 正男                               |
| Jung-min     | Masculino | Chŏngmin           | Jeong-min            | 정민   | 正民, 政珉                         |
| Jung-woo     | Masculino | Chŏng'u            | Jeong-u              | 정우   | 正友, 正宇                         |
| Jung-eun     | Unissex   | Chŏng'ŭn           | Jeong-eun            | 정은   | 正恩, 廷恩, 貞恩                   |
| Jung-hwan    | Masculino | Chŏnghwan          | Jeong-hwan           | 정환   | 正煥, 正桓, 廷煥, 廷桓, 貞桓, 征桓 |
| Ji-won       | Unissex   | Chiwŏn             | Ji-won               | 지원   | 知元, 志源, 志媛, 智源, 智媛, 智苑 |
| Ji-tae       | Masculino | Chit'ae            | Ji-tae               | 지태   | 智泰                               |
| Ji-hae       | Unissex   | Chihae             | Ji-hae               | 지해   | 地海                               |
| Ji-hye       | Feminino  | Chihye             | Ji-hye               | 지혜   | 智慧                               |
| Jin-young    | Unissex   | Chin'yŏng          | Jin-yeong            | 진영   | 眞永, 真英, 軫泳, 鎭榮, 晋暎       |
| Jin-hwan     | Masculino | Chinhwan           | Jin-hwan             | 진환   | 進煥                               |
| Jin-hee      | Unissex   | Chin'hŭi           | Jin-hui              | 진희   | 辰姫, 珍熙                         |
| Chang-min    | Masculino | Ch'angmin          | Chang-min            | 창민   | 昌珉, 唱民                         |
| Chang-woo    | Masculino | Ch'ang'u           | Chang-u              | 창우   | 昌祐                               |
| Chul-soo     | Masculino | Ch'ǒlsu            | Cheol-su             | 철수   | 哲秀, 哲洙                         |
| Chun-hwa     | Feminino  | Ch'unhwa           | Chunhwa              | 춘화   |                                    |
| Chi-won      | Masculino | Ch'iwŏn            | Chi-won              | 치원   | 致遠                               |
| Tae-yeon     | Unissex   | T'aeyŏn            | Tae-yeon             | 태연   | 兌姸, 泰耎, 泰妍, 泰連, 泰延       |
| Tae-young    | Unissex   | T'aeyŏng           | Tae-yeong            | 태영   | 泰泳, 泰榮, 泰映, 泰英             |
| Tae-woo      | Masculino | T'ae'u             | Tae-u                | 태우   | 太佑, 泰雨, 泰祐, 泰愚             |
| Tae-woong    | Masculino | T'ae'ung           | Tae-ung              | 태웅   | 泰雄                               |
| Tae-won      | Masculino | T'aewŏn            | Tae-won              | 태원   | 太煥, 泰元                         |
| Tae-hee      | Unissex   | T'aehŭi            | Tae-hui              | 태희   | 太熙, 泰煕, 泰希                   |
| Ha-sun       | Unissex   | Hasŏn              | Ha-seon              | 하선   | 河宣                               |
| Hae-seong    | Masculino | Haesŏng            | Hae-seong            | 해성   | 海成                               |
| Hae-il       | Masculino | Hae'il             | Hae-il               | 해일   | 海日                               |
| Hyun-seok    | Masculino | Hyŏnsŏk            | Hyeon-seok           | 현석   | 玄錫, 鉉錫                         |
| Hyung-joon   | Masculino | Hyŏngjun           | Hyeong-jun           | 형준   | 亨俊                               |
| Hye-rim      | Feminino  | Hyerim             | Hye-rim              | 혜림   | 惠林, 慧林, 蕙琳                   |
| Ho-sung      | Masculino | Hosŏng             | Ho-seong             | 호성   | 昊星                               |
| Ho-jin       | Masculino | Hojin              | Ho-jin               | 호진   | 鎬珍, 昊辰, 虎珍, 鎬鎭             |
| Hee-chul     | Masculino | Hŭich'ŏl           | Hui-cheol            | 희철   | 希哲, 希澈, 喜撤                   |

## Nomes monossilábicos
| Grafia comum | Gênero    | McCune– Reischauer | Romanização Revisada | Hangul | Hanja          |
| ------------ | --------- | ------------------ | -------------------- | ------ | -------------- |
| Gun          | Masculino | Kŏn                | Geon                 | 건     | 建, 乾, 件, 健 |
| Kwang        | Masculino | Kwang              | Gwang                | 광     | 光, 廣         |
| Seong        | Unissex   | Sŏng               | Seong                | 성     | 星             |
| Hyuk         | Masculino | Hyŏk               | Hyeok                | 혁     | 赫, 奕         |
| Hyun         | Masculino | Hyŏn               | Hyeon                | 현     | 玄, 現, 賢     |
| Hoon         | Masculino | Hun                | Hun                  | 훈     | 訓, 勳         |

## Leituras adicionais
- Korean personal names. Estados Unidos: Central Intelligence Agency. 1962. OCLC 453054
- Price, Fiona (2007). «Chapter 6: Korean names». Success with Asian names: a practical guide for business and everyday life. [S.l.]: Intercultural Press. ISBN 9781857883787